# Park w Kijowicach
Park w Kijowicach – zabytkowy park wiejski z XIX w. mieszczący się w miejscowości Kijowice w gminie Bierutów. W parku znajdowała się gospoda, po II wojnie światowej zwana "harmonią".